# Partisanen-Prohibition
Unter der Späteren Han-Dynastie kam es zweimal zu Partisanen-Prohibitionen (chinesisch 黨錮之禍). Partisanen (chinesisch 黨人, Pinyin dǎngrén) war die Bezeichnung für eine Gruppe konfuzianischer Beamten und die sie unterstützenden Universitätsstudenten aus der Hauptstadt Luoyang, die sich gegen den Einfluss der Eunuchen auf die Regierung wehrten. Einige wurden hingerichtet, andere freigelassen, aber ihrer Bürgerrechte beraubt. Die erste Partisanen-Prohibition im Jahre 166 verlief noch unblutig, aber nach dem Tod der konfuzianischen Fürsprecher Dou Wu und Chen Fan kam es 169 zu Massenhinrichtungen. Erst als der Kaiser befürchtete, dass die Partisanen sich den aufständischen Gelben Turbanen anschließen würden, gestand er ihnen 184 wieder die Bürgerrechte zu.

## Die erste Partisanen-Prohibition
Die Ursache für die Partisanen-Prohibitionen liegt vermutlich in der einflussreichen Stellung, welche die Eunuchenfraktion ab 159 am Hof genoss. Dem Kaiser Huan war es im Bündnis mit fünf Eunuchen und ihren Vertrauten gelungen, den mächtigen Liang Ji zu stürzen, der am Hof die Macht an sich gerissen hatte. Durch die Belohnungen und hohen Posten, die der Kaiser den Eunuchen nach dem Staatsstreich gewährte, wurden sie rasch korrupt. Die konfuzianischen Beamten in der Regierung erkannten, dass die zunehmende Korruption das Reich gefährdete. Sie überlegten, wie sie den schädlichen Einfluss der Eunuchen zurückdrängen könnten. Sie wurden von den Studenten der Hauptstadt unterstützt. Die zwei Fraktionen am Hof hielten sich einige Jahre lang die Waage. Die Beamten griffen immer wieder ein, wenn ein paar Eunuchen über die Stränge schlugen, und diese Eunuchen verloren ihre Macht. Oft unterlagen die Beamten aber auch und wurden dann ihrerseits aus der Regierung verdrängt.
Durch einen Mordfall im Jahre 166 eskalierte die Situation schließlich. Zhang Cheng (張成), ein Seher aus der Hauptstadt, hatte seinen Sohn unter dem Vorwand einer baldigen Generalamnestie zu einem Mord verleitet. Li Ying (李膺), der Gouverneur des Hauptstadtbezirks und ein Vertreter der Beamtenfraktion war, verhaftete die Zhang-Familie, aber bald wurde wirklich eine Generalamnestie verkündet. Li Ying war über die Dreistigkeit des Sehers so erzürnt, dass er Vater und Sohn Zhang dennoch hinrichtete. Er hatte jedoch nicht mit der Rache der Eunuchen gerechnet, die ihn und die anderen Konfuzianer anklagten, gegen den Kaiser und die Regierung eingestellt zu sein. Der Kaiser ließ Li Ying und zwei weitere Minister, Du Mi (杜密) und Chen Xiang (陳翔), verhaften. Chen Fan, der Oberbefehlshaber der Armee, warnte den Kaiser vor drastischen Schritten, aber er wurde seines Postens enthoben. Als die Studenten der Hauptstadt eine Bittschrift an den Kaiser sandten, um die Freilassung der Minister zu erwirken, ließ Kaiser Huan 200 von ihnen verhaften. Den Studenten im Rest des Reiches drohte er in einem Edikt dasselbe Schicksal an. In dieser Schrift verwendete er zum ersten Mal den Begriff „Partisanen“.
Im nächsten Jahr flehte der konfuzianische Beamte Dou Wu den Kaiser in einer Bittschrift um Milde für die Partisanen an. Der Beamte Huo Xu (霍謣) schickte eine ähnliche Bittschrift. Die Eunuchen waren unterdessen über die Verhöre der Partisanen unruhig, in denen die Namen ihrer eigenen jüngeren Familienmitglieder immer häufiger auftauchten. Sie wollten den Untersuchungen ein Ende bereiten und bewegten den Kaiser, den Gouverneur, die Minister und die Studenten freizulassen. Die Partisanen wurden in ihre Heimatländer verbannt, und ihre Bürgerrechte wurden ihnen aberkannt.

## Kurze Entspannung unter der Regentschaft der Kaiserinmutter
Im Frühjahr 168 starb Kaiser Huan, ohne einen Erben zu hinterlassen. Seine Witwe Dou Miao wurde Kaiserinmutter und übernahm die Regentschaft. Chen Fan und ihr Vater Dou Wu kamen nun in Schlüsselpositionen am Hof. Die Kaiserinmutter wählte den elfjährigen Liu Hong (劉宏) zum Nachfolger für ihren Gemahl, und er bestieg den Thron als Kaiser Ling. Auf Anraten ihres Vaters ließ die Kaiserinmutter die Bürgerrechte der Partisanen wiederherstellen.
Die Eunuchen dehnten ihren Einfluss auf den jungen Kaiser immer weiter aus, und Dou Wu und Chen Fan sahen sich zu raschem und drastischem Handeln gezwungen. Sie wollten die einflussreichsten Eunuchen vernichten. Die Eunuchen erfuhren jedoch von der Verschwörung und wollten die beiden Minister von der Palastwache verhaften und hinrichten lassen. Dou Wu leistete Widerstand, aber nach einem kurzen Feldzug im Hauptstadtbezirk wurde er geschlagen und beging Suizid. Die Eunuchen entfernten darauf alle Hofbeamten, die in Verbindung mit den Partisanen gestanden hatten, und entzogen ihnen ihre Bürgerrechte.

## Die zweite Partisanenprohibition
Die Ausschaltung der Opposition in der Regierung genügte den Eunuchen nicht. Ein Jahr nach seiner Thronbesteigung machten sie dem Kaiser weis, dass die Partisanen auf einen Aufstand aus seien. Die ehemaligen Anführer der Beamtenfraktion, Li Ying, Du Mi und Fan Pang (范滂), wurden verhaftet und hingerichtet. Bei den Razzien kamen mehr als einhundert Menschen ums Leben. Die restlichen Partisanen wurden in ihren Freiheiten weiter eingeschränkt. Viele von ihnen tauchten unter und versteckten sich mit der Hilfe einer Untergrundorganisation, die auch später namenlos blieb, der aber auch spätere Machthaber wie Yuan Shao und Kong Rong angehörten.

## Das Ende der Partisanen-Prohibition
Nachdem im Jahre 184 der Aufstand der Gelben Turbane ausgebrochen war, fasste sich der Eunuch Lü Qiang (呂強), der den Partisanen nahestand, ein Herz. Er überzeugte den Kaiser, dass die Partisanen sich angesichts ihrer misslichen Lage den Gelben Turbanen anschließen würden. Dies werde die Situation der Regierung verschärfen. Kaiser Ling leuchtete dies ein, und er hob die Ächtung der Partisanen auf und gab ihnen ihre Bürgerrechte zurück. Lü Qiang zog durch diese Tat den Zorn der Eunuchen auf sich, die ihn beim Kaiser verleumdeten. Lü Qiang beging Suizid.